# Antonius Guilielmus Amo Afer

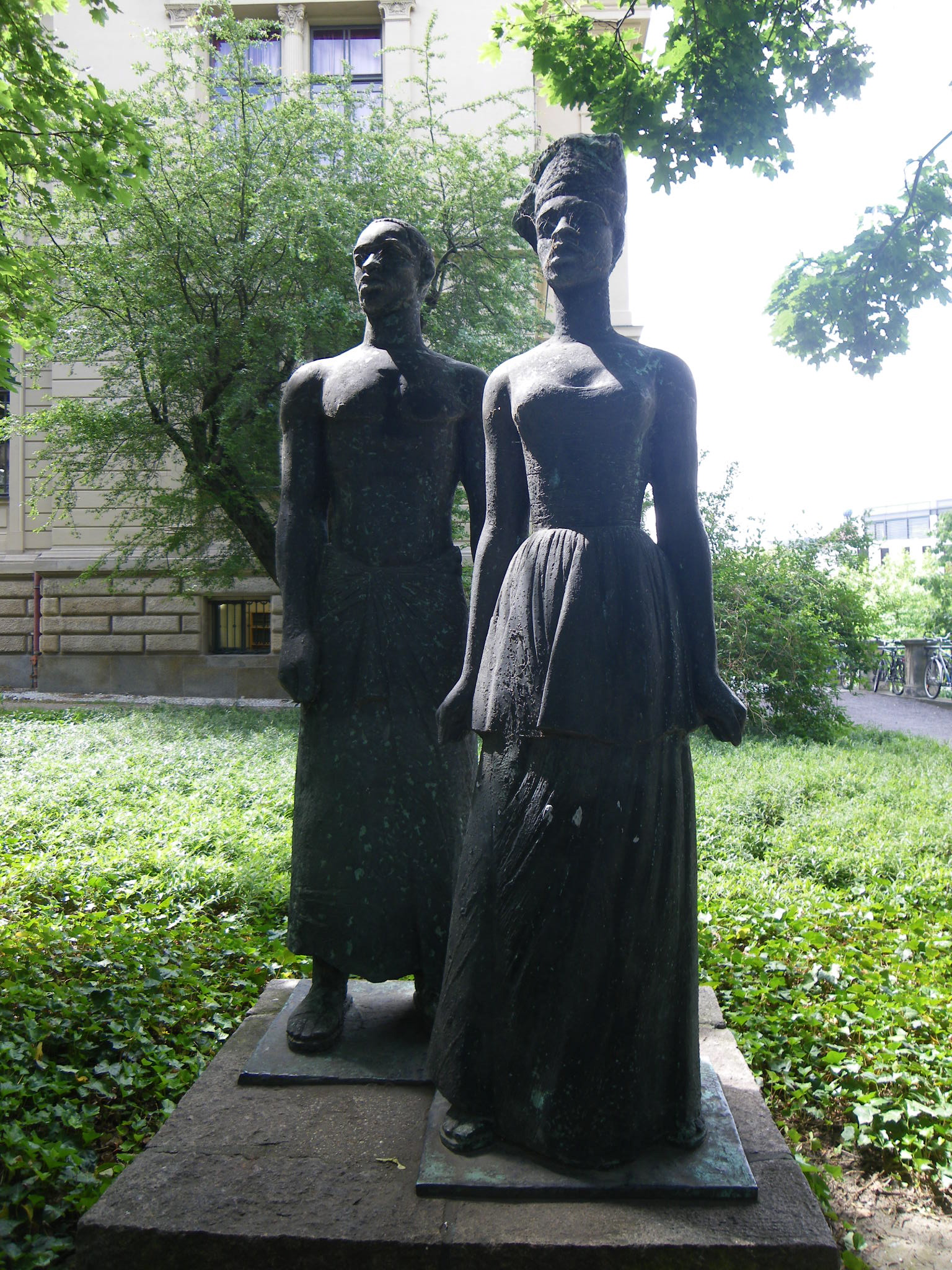
Freies Afrika
(1965), Gerhard Geyer, Maarten Luther-Universiteit in Halle

Antonius Guilielmus Amo Afer (Goudkust, Ghana, omstreeks 1703 – vermoedelijk Ghana, na 1753) was een Ghanees filosoof en  docent in de wijsbegeerte aan de universiteiten van Halle en Jena in Duitsland. Voor zover bekend is hij de eerste Afrikaan die aan een Europese universiteit verbonden was. 
Zijn voornaam wordt soms verduitst, verengelst of verfranst: Anton Wilhelm, Anthony William, Antoine Guillaume. In het Nederlands: Anton Willem. Hijzelf prefereerde zijn Latijnse naam. Ook komen de schrijfwijzen Gvilielmus en Guilelmus voor. Er wordt nog steeds onderzoek naar Amo verricht.

## Biografie
Amo was een Nzema, een stam behorend tot de Akans. Hij werd geboren in Awukena in de omgeving van Axim in het huidige Ghana. Op de leeftijd van ongeveer vier jaar werd hij door de Nederlandse West-Indische Compagnie naar Amsterdam gebracht. Volgens sommige verklaringen werd hij als slaaf verscheept, volgens andere werd hij gestuurd door een predikant werkzaam in Ghana. Wat er ook van zij, toen hij eenmaal was aangekomen, werd hij ‘ten geschenke’ gegeven aan Anton Ulrich, hertog van Brunswijk-Wolfenbüttel, die hem meenam naar zijn paleis in Wolfenbüttel.
Amo werd gedoopt en later gevormd in de kapel van het paleis. Hij werd behandeld als een lid van de familie van de hertog, en werd opgeleid aan de Wolfenbüttel Ritter-Akademie (1717-1721) en aan de universiteit van Helmstedt (1721-1727). Men veronderstelt ook dat hij Gottfried Leibniz, die een frequente bezoeker was van het paleis, heeft ontmoet. 
Vervolgens studeerde Amo verder aan de faculteit der rechtsgeleerdheid van de Universiteit van Halle (1727-1729). Hij rondde zijn studie daar binnen twee jaar af met het proefschrift: De iure Maurorum in Europa (De rechten van zwarten in Europa). Voor verdere studie (logica, metafysica, fysiologie, astronomie, geschiedenis, recht, theologie, politiek en geneeskunde, en zes talen: Duits, Engels, Frans, Grieks, Latijn en Nederlands) verhuisde Amo in 1730 naar Wittenberg. Zijn studie van de geneeskunde in het bijzonder speelde een centrale rol in veel van zijn latere filosofische denken.

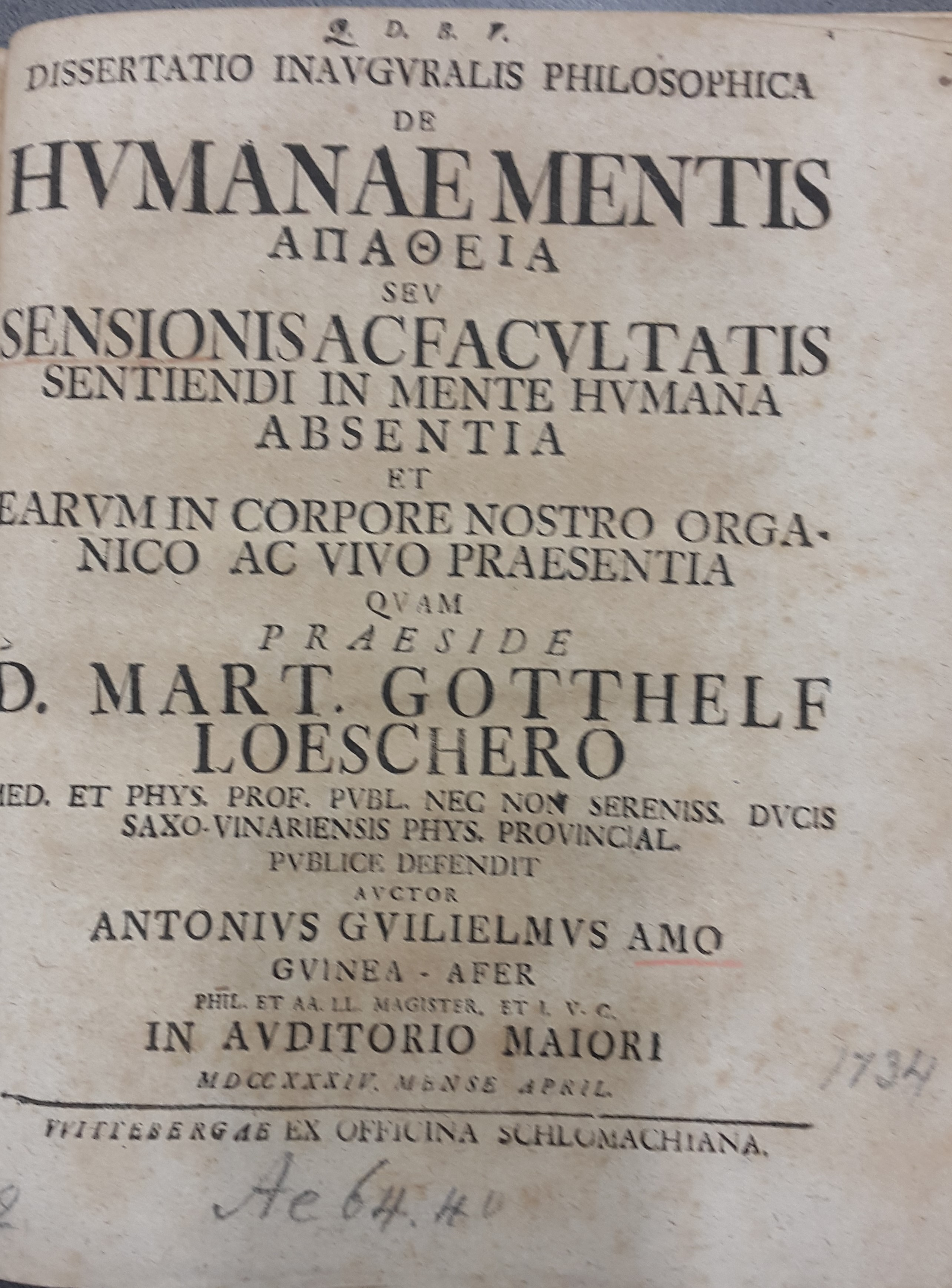
Amo's dissertatie te Wittenberg, 1734

Amo behaalde zijn doctoraat in de filosofie aan de Universiteit van Wittenberg in 1734. Zijn proefschrift De humanae mentis apatheia (Over de Απαθεια van de menselijke geest; over de afwezigheid van gevoel in de menselijke geest en haar aanwezigheid in het biologische en levende lichaam) keert zich tegen het cartesiaanse dualisme en ondersteunt een materialistische visie. Hij accepteerde dat het juist is te spreken van een geest of ziel, maar stelde dat het lichaam waarneemt en voelt en niet de geest.
Hij keerde terug naar de universiteit in Halle om er te doceren. In 1738 verscheen zijn tweede grote werk Tractatus de arte sobrie et accurate philosophandi (Verhandeling over de kunst van het verstandig en zorgvuldig filosoferen), waarin hij een empirische epistemologie heel dicht bij die van filosofen als John Locke en David Hume ontwikkelt. Daarin ook onderzocht en bekritiseerde hij fouten zoals intellectuele oneerlijkheid, dogmatisme, en vooroordelen.
In 1740 aanvaardde Amo een leerstoel in de filosofie aan de Universiteit van Jena. Daar werd hij geconfronteerd met een aantal kwalijke ontwikkelingen. De hertog van Brunswijk-Wolfenbüttel was overleden in 1735, en daarmee was hij zijn jarenlange schutspatroon kwijt. Helaas viel dat samen met maatschappelijke veranderingen in Duitsland. De tijdgeest werd intellectueel en moreel steeds smaller en minder liberaal. De bestrijders van de secularisering van het onderwijs -en van de rechten van de Afrikanen in Europa- herkregen de overhand over hen die een grotere wetenschappelijke en maatschappelijke vrijheid propageerden (zoals bijvoorbeeld Christian Wolff). Amo kreeg een onaangename campagne van een aantal van zijn vijanden te verduren; hij werd onder meer gepersifleerd in een theater in Halle. 
Uiteindelijk besloot Amo terug te keren naar zijn geboorteland. Met een schip van de West-Indische Compagnie bereikte hij Ghana via Guinee, omstreeks 1747. Zijn vader en een zus woonden er nog, maar van het verdere verloop van zijn leven is weinig bekend. Volgens ten minste één verslag werd hij in 1750 naar een Nederlands fort, Fort San Sebastian (ook bekend onder de naam Fort Chama of Shama), overgebracht, mogelijk om te voorkomen dat hij onrust zou zaaien onder zijn volk. De exacte datum, plaats en wijze van zijn overlijden zijn niet bekend, hij stierf wellicht in 1759 in Fort San Sebastian. Op zijn –nieuwe– grafsteen in Fort San Sebastian staat 1784.

## Legatie
Op 10 oktober 2020 vierde Google hem met een Google Doodle.
In Stuttgart werd in 2022 besloten tot een Anton Wilhelm Amo-plein voor het Arbeitsgericht Stuttgart.Eind januari 2023 werd het plein dat voorheen bekend stond als "Lerchenplätzle" voor het Arbeitsgericht Stuttgart in de Johannesstraße omgedoopt tot "Anton-Wilhelm-Amo-Platz".
In augustus 2020 stelden ambtenaren in de Duitse hoofdstad Berlijn, in het kader van de "dekolonisatie" van plaatsnamen met een vermeende racistische oorsprong, voor om de Mohrenstraße ter ere van hem om te dopen in de "Anton-Wilhelm-Amo-Straße".
In 2024 worden in Duitsland twee museumtentoonstellingen gehouden die zich uitsluitend richten op Anton Wilhelm Amo: "Focus op Amo. Beelden voor een geleerde" in het Löwengebäude van de universiteit in Halle/Saale 
en de tentoonstelling "Anton Wilhelm Amo - Tussen de werelden" in het Museum van gemeentelijke collecties in het Zeughaus in Lutherstadt Wittenberg. 

## Over Anton Amo
- (de)  Burchard Brentjes, Anton Wilhelm Amo. Der schwarze Philosoph in Halle, Leipzig, Koehler & Amelang, 1976
- (de)  Johannes Glötzner, Anton Wilhelm Amo. Ein Philosoph aus Afrika im Deutschland des 18. Jahrhunderts, Munich, 2002
- (de)  Jacob Emmanuel Mabe, Anton Wilhelm Amo interkulturell gelesen, Nordhausen, 2007